# Elaeocarpus homalioides
Elaeocarpus homalioides là một loài thực vật có hoa thuộc họ Elaeocarpaceae.
Loài này có ở Indonesia và Papua New Guinea.